# Tercera División RFEF 2021-22 (Grupo XIII)
La temporada 2021-22 del Grupo XIII de la Tercera División RFEF de fútbol comenzó el 5 de septiembre de 2021 y finalizó el 1 de mayo de 2022. Posteriormente se disputa la promoción de ascenso entre el 8 y el 15 de mayo en su fase territorial, y el 22 de mayo en su fase nacional. Se trata de la primera edición bajo esta denominación tras la restructuración de las categorías no profesionales por parte de la RFEF a causa de la pandemia global causada por el Coronavirus; y es la quinta categoría a nivel nacional.
En esta primera edición participarán trece equipos procedentes de la anterior temporada de Tercera División, tres equipos que asciendan de Preferente Autonómica y dos equipos descendidos de Segunda División B. 

## Sistema de competición
Participan dieciocho clubes encuadrados en un único grupo. Se enfrentan todos contra todos en dos ocasiones -una en campo propio y otra en campo contrario- durante un total de 34 jornadas. El orden de los encuentros se decide por sorteo antes de empezar la competición. La Federación de Fútbol de la Región de Murcia es la responsable de designar las fechas de los partidos y los árbitros de cada encuentro, reservando al equipo local la potestad de fijar el horario exacto de cada encuentro.
Una vez finalizada la competición, el primer clasificado asciende directamente a Segunda División RFEF y se proclama campeón de Tercera RFEF.
Los clasificados entre el segundo y el quinto lugar disputan un Play Off territorial en formato de eliminatorias a partido único en sede neutral. En caso de empate el vencedor de la eliminatoria es el equipo mejor clasificado. El equipo vencedor de este Play Off se clasifica a la Promoción de ascenso a Segunda División RFEF que tiene carácter de final interterritorial.
Los cuatro últimos clasificados descienden directamente a Preferente Autonómica. Hay que tener en cuenta que existe la obligación federativa de conformar la Tercera RFEF para la temporada siguiente, la 2022-2023, en un máximo de 16 equipos; por lo que el número de descensos en esta temporada será proporcional a las necesidades de la Territorial de la Región de Murcia para ajustarse a ese número de equipos. 
El sistema de competición y las consecuencias clasificatorias fueron aprobadas por la RFEF.

## Ascensos y descensos
Las posiciones de descenso indicadas son las absolutas de grupo, no de subgrupos de permanencia.
| Pos. | Ascendidos a 2.ª División RFEF |
| ---- | ------------------------------ |
| 1.º  | Águilas F. C.                  |
| 2.º  | Atlético Pulpileño             |
| 3.º  | Mar Menor F. C.                |

| Pos. | Descendido de 2.ª División B |
| ---- | ---------------------------- |
| 17.º | Yeclano Deportivo            |
| 19.º | C. F. Lorca Deportiva        |

| Pos.   | Ascendidos de Preferente Autonómica |
| ------ | ----------------------------------- |
| 1.º GA | U. D. Caravaca                      |
| 1.º GB | Archena Sport F. C.                 |
| 2.º GA | C. D. Bala Azul                     |

| Pos. | Descendidos a Preferente Autonómica |
| ---- | ----------------------------------- |
| 17.º | Olímpico de Totana                  |
| 18.º | E. D. M. F. Churra                  |
| 19.º | S. F. C. Minerva                    |
| 20.º | C. D. Plus Ultra                    |
| 21.º | Muleño C. F.                        |
| 22.º | Lorca F. C.                         |

### Cambios de entrenadores
| Equipo | Entrenador (Jornadas) | Fecha de vacante | Tipo de salida | Posición en la tabla | Entrenador entrante | Fecha de nombramiento |
| ------ | --------------------- | ---------------- | -------------- | -------------------- | ------------------- | --------------------- |

## Equipos participantes
De los 18 equipos participantes en la Temporada 2021-2022 del Grupo XIII de la Tercera División RFEF, diecisiete tienen su sede en la Provincia de Murcia y uno en la Provincia de Almería.

### Información sobre los equipos
| Equipo                     | Localidad                     | Estadio                  | Capacidad |
| -------------------------- | ----------------------------- | ------------------------ | --------- |
| Archena Sport F. C.        | Archena                       | Andrés Abenza            |           |
| C. D. Bala Azul            | Puerto de Mazarrón (Mazarrón) | Playasol                 | 4.500     |
| C. D. Bullense             | Bullas                        | Nicolás de las Peñas     | 2.000     |
| U. D. Caravaca             | Caravaca de la Cruz           | El Morao                 | 4.500     |
| Cartagena F. C.            | Cartagena                     | Gómez Meseguer           | 1.000     |
| F. C. Cartagena "B"        | Cartagena                     | Ciudad Jardín            | 1.000     |
| C. A. P. Ciudad de Murcia  | Murcia                        | José Barnés              | 2.500     |
| El Palmar C. F.            | El Palmar (Murcia)            | Polideportivo El Palmar  | 1.000     |
| Huércal-Overa C.F.         | Huércal-Overa                 | El Hornillo              | 2.500     |
| F. C. La Unión Atlético    | La Unión                      | Municipal de La Unión    | 3.000     |
| C. F. Lorca Deportiva      | Lorca                         | Francisco Artés Carrasco | 8.120     |
| U. D. Los Garres           | Garres y Lages (Murcia)       | Las Tejeras              | 1.500     |
| Mazarrón F. C.             | Mazarrón                      | Municipal de Mazarrón    | 3.500     |
| Deportiva Minera           | El Llano del Beal (Cartagena) | Ángel Celdrán            | 2.000     |
| Real Murcia Imperial C. F. | Murcia                        | Campus de Espinardo      | 2.000     |
| Racing Murcia F. C.        | Santomera                     | El Limonar               | 1.500     |
| UCAM Murcia C. F. "B"      | Sangonera la Verde (Murcia)   | El Mayayo                | 2.500     |
| Yeclano Deportivo          | Yecla                         | La Constitución          | 4.000     |

| Archena Bala Azul Bullense Caravaca Cartagena FC FC Cartagena B Ciudad de Murcia El Palmar Huércal-Overa La Unión Lorca Dep. Los Garres Mazarrón Minera Murcia Imperial Racing Murcia UCAM "B" Yeclano |

### Equipos por provincia
| N.° | Provincia | Equipos |
| --- | --------- | --- |
| 1   | Almería   | Huércal-Overa C.F. |
| 16  | Murcia    | Archena Sport F. C., C. D. Bala Azul, C. D. Bullense, U. D. Caravaca, Cartagena F. C., F. C. Cartagena "B", C. A. P. Ciudad de Murcia, El Palmar C. F., F. C. La Unión Atlético, C. F. Lorca Deportiva, U. D. Los Garres, Mazarrón F. C., Deportiva Minera, Real Murcia Imperial C. F., Racing Murcia F. C., UCAM Murcia C. F. "B" y Yeclano Deportivo. |

## Clasificación
| Pos. | Equipo                     | Pts. | PJ | G  | E  | P  | GF | GC | Dif. |                                                       |
| ---- | -------------------------- | ---- | -- | -- | -- | -- | -- | -- | ---- | ----------------------------------------------------- |
| 1    | Yeclano Deportivo (A, C)   | 80   | 34 | 24 | 8  | 2  | 71 | 21 | +50  | Ascenso a Segunda División RFEF y Copa del Rey        |
| 2    | F. C. Cartagena "B"        | 60   | 34 | 17 | 9  | 8  | 61 | 32 | +29  | Acceso a Promoción de Ascenso a Segunda División RFEF |
| 3    | Racing Murcia F. C.        | 57   | 34 | 15 | 12 | 7  | 48 | 27 | +21  | Acceso a Promoción de Ascenso a Segunda División RFEF |
| 4    | UCAM Murcia C. F. "B"      | 54   | 34 | 15 | 9  | 10 | 49 | 34 | +15  | Acceso a Promoción de Ascenso a Segunda División RFEF |
| 5    | F. C. La Unión Atlético    | 54   | 34 | 15 | 9  | 10 | 44 | 31 | +13  | Acceso a Promoción de Ascenso a Segunda División RFEF |
| 6    | C. F. Lorca Deportiva      | 53   | 34 | 15 | 10 | 9  | 52 | 42 | +10  |                                                       |
| 7    | Real Murcia Imperial C. F. | 51   | 34 | 14 | 9  | 11 | 49 | 46 | +3   |                                                       |
| 8    | U. D. Caravaca             | 50   | 34 | 13 | 11 | 10 | 44 | 40 | +4   |                                                       |
| 9    | C. A. P. Ciudad de Murcia  | 47   | 34 | 13 | 8  | 13 | 47 | 45 | +2   |                                                       |
| 10   | C. D. Bullense             | 43   | 34 | 12 | 7  | 15 | 34 | 50 | −16  |                                                       |
| 11   | El Palmar C. F.            | 43   | 34 | 11 | 10 | 13 | 41 | 44 | −3   |                                                       |
| 12   | Archena Sport F. C.        | 43   | 34 | 12 | 7  | 15 | 48 | 49 | −1   |                                                       |
| 13   | Deportiva Minera           | 42   | 34 | 12 | 6  | 16 | 39 | 51 | −12  |                                                       |
| 14   | C. D. Bala Azul (D)        | 40   | 34 | 10 | 10 | 14 | 30 | 45 | −15  | Descenso a Preferente Autonómica                      |
| 15   | Cartagena F. C. (D)        | 38   | 34 | 10 | 8  | 16 | 35 | 49 | −14  | Descenso a Preferente Autonómica                      |
| 16   | Mazarrón F. C. (D)         | 37   | 34 | 10 | 7  | 17 | 33 | 48 | −15  | Descenso a Preferente Autonómica                      |
| 17   | Huércal-Overa C.F. (D)     | 25   | 34 | 5  | 10 | 19 | 26 | 54 | −28  | Descenso a Preferente Autonómica                      |
| 18   | U. D. Los Garres (D)       | 20   | 34 | 4  | 8  | 22 | 22 | 66 | −44  | Descenso a Preferente Autonómica                      |

Actualizado a los partidos jugados el 1 de mayo de 2022.
 Fuente: https://futbolme.com/resultados-directo/torneo/tercera-division-rfef-grupo-13/3074/
- Debido a que la RFEF decretó que la Tercera RFEF deberá estar compuesta por 16 equipos en la temporada 2022/23, podrían sucederse más descensos de los previstos, en el caso de que algún equipo de la Federación de Fútbol de la Región de Murcia que participe actualmente en Segunda RFEF descienda de categoría.

## Tabla de resultados cruzados
| Local \ Visitante          | ARC | BAL | BUL | CAR | CTA | CTB | CIU | EPA | HUE | LAU | LOR | LOS | MAZ | MIN | MUR | RAC | UCA | YEC |
| -------------------------- | --- | --- | --- | --- | --- | --- | --- | --- | --- | --- | --- | --- | --- | --- | --- | --- | --- | --- |
| Archena Sport F. C.        | —   | 3–2 | 1–2 | 2–3 | 1–3 | 2–1 | 2–2 | 3–0 | 3–4 | 1–2 | 1–0 | 2–0 | 3–0 | 0–3 | 5–0 | 1–2 | 0–0 | 0–3 |
| C. D. Bala Azul            | 1–1 | —   | 2–0 | 1–0 | 2–2 | 1–1 | 0–0 | 0–2 | 1–0 | 1–0 | 0–3 | 2–1 | 1–1 | 1–0 | 0–0 | 1–1 | 1–2 | 0–1 |
| C. D. Bullense             | 0–0 | 1–0 | —   | 2–0 | 1–2 | 1–1 | 2–1 | 1–0 | 0–0 | 1–0 | 1–0 | 1–0 | 2–1 | 0–1 | 2–3 | 1–1 | 2–2 | 0–5 |
| U. D. Caravaca             | 1–2 | 1–1 | 2–1 | —   | 1–3 | 1–1 | 1–0 | 1–1 | 1–1 | 1–1 | 3–0 | 3–2 | 2–0 | 2–0 | 1–0 | 1–0 | 0–1 | 1–1 |
| Cartagena F. C.            | 1–0 | 0–1 | 1–1 | 0–0 | —   | 0–3 | 1–3 | 1–0 | 2–0 | 0–2 | 0–0 | 4–1 | 0–3 | 0–0 | 2–0 | 0–2 | 0–4 | 2–3 |
| F. C. Cartagena "B"        | 2–0 | 1–1 | 1–1 | 0–1 | 3–0 | —   | 2–0 | 2–0 | 5–0 | 3–1 | 5–1 | 4–0 | 1–0 | 4–0 | 3–2 | 0–1 | 3–2 | 0–3 |
| C. A. P. Ciudad de Murcia  | 2–4 | 2–0 | 2–1 | 1–3 | 2–1 | 2–0 | —   | 2–0 | 3–0 | 3–0 | 3–1 | 3–1 | 0–1 | 2–2 | 0–1 | 2–1 | 1–1 | 0–2 |
| El Palmar C. F.            | 4–2 | 3–1 | 5–1 | 0–0 | 3–2 | 1–1 | 2–0 | —   | 0–0 | 1–2 | 0–0 | 3–0 | 1–0 | 1–0 | 0–1 | 2–1 | 2–1 | 0–0 |
| Huércal-Overa C. F.        | 2–1 | 1–2 | 0–1 | 2–2 | 0–0 | 0–1 | 0–1 | 1–1 | —   | 0–1 | 0–2 | 1–1 | 0–1 | 2–1 | 4–1 | 0–0 | 3–2 | 0–4 |
| F. C. La Unión Atlético    | 0–0 | 3–0 | 2–0 | 3–2 | 1–0 | 1–2 | 4–0 | 2–0 | 3–0 | —   | 1–1 | 0–0 | 1–2 | 3–0 | 1–1 | 1–1 | 0–0 | 0–1 |
| C. F. Lorca Deportiva      | 2–1 | 1–0 | 2–0 | 2–4 | 2–0 | 2–2 | 6–5 | 4–1 | 1–0 | 1–2 | —   | 4–1 | 0–0 | 4–1 | 1–1 | 1–1 | 2–0 | 2–1 |
| U. D. Los Garres           | 1–1 | 0–1 | 0–4 | 1–1 | 2–1 | 0–3 | 1–1 | 1–1 | 0–0 | 2–1 | 1–3 | —   | 0–2 | 1–0 | 1–1 | 1–2 | 2–0 | 0–1 |
| Mazarrón F. C.             | 0–2 | 3–1 | 1–2 | 3–0 | 0–2 | 1–1 | 1–1 | 1–1 | 4–3 | 1–1 | 0–1 | 1–0 | —   | 1–3 | 1–0 | 0–1 | 0–1 | 2–2 |
| Deportiva Minera           | 0–1 | 3–1 | 2–1 | 1–1 | 0–1 | 2–0 | 2–1 | 1–0 | 2–1 | 1–1 | 1–1 | 2–1 | 3–1 | —   | 0–1 | 1–3 | 2–0 | 2–2 |
| Real Murcia Imperial C. F. | 2–2 | 5–2 | 2–0 | 3–2 | 2–2 | 3–2 | 1–0 | 2–2 | 1–0 | 2–3 | 0–0 | 2–0 | 4–0 | 3–1 | —   | 0–0 | 1–2 | 0–1 |
| Racing Murcia F. C.        | 3–0 | 1–1 | 1–0 | 2–0 | 2–2 | 1–0 | 0–0 | 4–0 | 2–0 | 0–1 | 2–2 | 3–0 | 3–0 | 4–0 | 1–2 | —   | 0–2 | 1–4 |
| UCAM Murcia C. F.          | 0–1 | 0–1 | 3–1 | 1–2 | 2–0 | 1–1 | 0–1 | 3–2 | 1–1 | 1–0 | 1–0 | 6–0 | 3–1 | 4–1 | 1–0 | 0–0 | —   | 1–1 |
| Yeclano Deportivo          | 1–0 | 2–0 | 6–0 | 1–0 | 2–0 | 0–2 | 1–1 | 3–2 | 3–0 | 2–0 | 3–0 | 2–0 | 2–0 | 2–1 | 4–2 | 1–1 | 1–1 | —   |

### Máximos goleadores
| Pos. | Jugador         | Equipo                  | Goles |
| 1º   | Josema Vivancos | F. C. Cartagena "B"     | 22    |
| ---- | --------------- | ----------------------- | ----- |
| 2º   | Diego Sánchez   | El Palmar C. F.         | 13    |
| 3º   | Juan Belencoso  | F. C. La Unión Atlético | 13    |
| 4º   | Gladilson       | U. D. Caravaca          | 13    |
| 5º   | Pedja           | C. F. Lorca Deportiva   | 11    |

## Fase Autonómica por el Ascenso a Segunda División RFEF
Equipos clasificados
| Pos. | Grupo XIII              |
| ---- | ----------------------- |
| 2.°  | F. C. Cartagena "B"     |
| 3.°  | Racing Murcia F. C.     |
| 4.°  | UCAM Murcia C. F. "B"   |
| 5.°  | F. C. La Unión Atlético |

|  | Semifinales                              | Semifinales                              |                     |                     | Final                                     | Final                                     |  |
|  | 8 de mayo de 2022 Estadio Artés Carrasco | 8 de mayo de 2022 Estadio Artés Carrasco |                     |                     | 15 de mayo de 2022 Estadio Artés Carrasco | 15 de mayo de 2022 Estadio Artés Carrasco |  |
|  |                                          |                                          |                     |                     |                                           |                                           |  |
|  |                                          |                                          |                     |                     |                                           |                                           |  |
|  | F. C. Cartagena "B"                      | 1                                        |                     |                     |                                           |                                           |  |
|  | F. C. Cartagena "B"                      | 1                                        |                     |                     |                                           |                                           |  |
|  | F. C. La Unión Atlético                  | 0                                        |                     |                     |                                           |                                           |  |
|  | F. C. La Unión Atlético                  | 0                                        |                     | F. C. Cartagena "B" | 1                                         |                                           |  |
|  |                                          |                                          |                     | F. C. Cartagena "B" | 1                                         |                                           |  |
|  |                                          |                                          | Racing Murcia F. C. | 0                   |                                           |                                           |  |
|  | Racing Murcia F. C.                      | 1                                        | Racing Murcia F. C. | 0                   |                                           |                                           |  |
|  | Racing Murcia F. C.                      | 1                                        |                     |                     |                                           |                                           |  |
|  | UCAM Murcia C. F. "B"                    | 0                                        |                     |                     |                                           |                                           |  |
|  | UCAM Murcia C. F. "B"                    | 0                                        |                     |                     |                                           |                                           |  |
|  |                                          |                                          |                     |                     |                                           |                                           |  |

## Clasificado a la Copa del Rey
| Bandera de la Región de Murcia |
| Yeclano Deportivo              |
| 1º Grupo                       |

Nota: Hay posibilidad de que el subcampeón se clasifique a la Copa del Rey si no es un equipo filial.